# 上島春彦
上島 春彦（かみじま はるひこ、1959年 - ）は、日本の映画評論家である。國學院大學文学部卒業。

## 経歴
2006年、著書『レッドパージ・ハリウッド 赤狩り体制に挑んだブラックリスト映画人列伝』が作品社より刊行される。

## 著書
- 『モアレ 映画という幻』（1995年、世界思想社）
- 『宮崎駿のアニメ世界が動いた カリオストロの城からハウルの城へ』（2004年、清流出版）
- 『レッドパージ・ハリウッド 赤狩り体制に挑んだブラックリスト映画人列伝』（2006年、作品社）
- 『血の玉座 黒澤明と三船敏郎の映画世界』（2010年、作品社）
- 『鈴木清順論 影なき声、声なき影』（2020年、作品社）

## 受賞
- 1982年 - 第3回ダゲレオ出版評論賞（『モアレ 映画という幻』）[3]
- 2004年 - 第4回京都映画祭文化賞（『宮崎駿のアニメ世界が動いた カリオストロの城からハウルの城へ』）[1]
- 2021年 - 第71回芸術選奨文部科学大臣賞（『鈴木清順論 影なき声、声なき影』）[4][5]